# Cornuticella perforata
Cornuticella perforata är en mossdjursart som först beskrevs av Busk 1852.  Cornuticella perforata ingår i släktet Cornuticella och familjen Catenicellidae. Inga underarter finns listade i Catalogue of Life.